# Chymomyza bicolor
Chymomyza bicolor är en tvåvingeart som beskrevs av Lamb 1914. Chymomyza bicolor ingår i släktet Chymomyza och familjen daggflugor.
Artens utbredningsområde är Seychellerna. Inga underarter finns listade i Catalogue of Life.